# Villasabariego (kommunhuvudort)
Villasabariego är en kommunhuvudort i Spanien.   Den ligger i provinsen Provincia de León och regionen Kastilien och Leon, i den norra delen av landet, 270 km nordväst om huvudstaden Madrid. Villasabariego ligger 848 meter över havet och antalet invånare är 1 139.
Terrängen runt Villasabariego är platt. Runt Villasabariego är det mycket glesbefolkat, med 7 invånare per kvadratkilometer. Närmaste större samhälle är León, 14,9 km nordväst om Villasabariego. Trakten runt Villasabariego består till största delen av jordbruksmark.